# Amakusanthura californiensis
Amakusanthura californiensis is een pissebed uit de familie Anthuridae. De wetenschappelijke naam van de soort is voor het eerst geldig gepubliceerd in 1964 door Schultz.